# عرقيات الأجنحة
عرقيات الأجنحة أو شبكية الأجنحة هي رتبة من الحشرات تضم حشرات أسد المن، ومانتيد (Mantispidae)، وليث عفرين وأنسابهم. تضم هذه الرتبة حوالي 6,010 نوع. كانت هذه المجموعة تُعرف سابقًا باسم بلانيبينيا (Planipennia)، وكانت تشتمل في ذلك الحين أيضًا على ذبابات الدر (alderfly)، واليرقات المائية (fishfly)، وذبابات دوبسون (dobsonfly) والذباب الثعباني، ولكنهم أصبحوا الآن رتبًا مستقلةً بذاتها (رتبة ميجالوبتيرا (Megaloptera) ورافيديوبترا (Raphidioptera)). قد يُستخدم لفظ عصبيات الأجنحة في الإشارة إلى هذه الرتب الثلاثة كمجموعة واحدة، حيث توضَع هذه المجموعة في تصنيف الطبقة حيث تعلوها رتبة إندوبتريوجوتا التي تصبح فرع حيوي غير مصنَّف، أو تظل إندوبتريوجوتا على حالها كطبقة وتُصبح عصبيات الأجنحة غير المصنَّفة جزءًا منها. بالنسبة إلى الحشرات كاملة الانسلاخ، تُعد الخنفساء أقرب أنساب الفرع الحيوي العصبي الأجنحة. غالبًا ما يُطلق لفظ حشرات الليسوينغ على الحشرات الشبكية الجناح الأوسع انتشارًا - أسد المن (أسد المن (فصيلة)) - في حين يُشار إلى معظم أنواع عصبيات الأجنحة على أنها أحد أنواع «حشرة الليسوينغ».
تتمتع الحشرات البالغة في هذه الرتبة بأجنحةٍ غشائيةٍ، حيث يتساوى حجم أجنحتها الأمامية مع حجم الخلفية إلى حد كبيرٍ، وتحتوي هذه الأجنحة على العديد من الأوردة. كما تتمتع هذه الحشرات بأجزاء فمٍ ماضغةٍ، وتخضع لعملية استحالة كاملة.
ظهرت عصبيات الأجنحة للمرة الأولى خلال فترة عصر برمي، وأخذت تتنوَّع خلال الحقبة الوسطى. خلال هذه الفترة تطوَّرت العديد من النماذج الضخمة الغريبة خاصةً في فصيلة كاليجراماتيداي (Kalligrammatidae) المنقرضة التي تُعرف في أغلب الأحيان باسم «فراشات العصر الجوراسي» نظرًا لما تتمتع به من أجنحةٍ ضخمةٍ ومنقوشة.

## علم التشريح والأحياء
تتميَّز عصبيات الأجنحة بجسمها الرخو الذي يحتوي على القليل من الأجهزة المتخصصة، حيث تمتلك هذه الحشرات عيون مركبة جانبيةٍ، كما أنها قد تتمتع بـعين بسيطة أو لا. وتحتوي أجزاء فمها على فكوك سفلية مهيَّئةٍ للمضغ، كما أنها تفتقر إلى التكييفات العديدة التي توجد في معظم مجموعات الحشرات كاملة الانسلاخ.
تتمتع هذه الحشرات بأربعة أجنحة تتساوى في العادة في الحجم والشكل وتأخذ أوردتها شكلاً واحدا. تحتوي أجنحة بعض عصبيات الأجنحة على أعضاءٍ حسيَّةٍ متخصصةٍ أو هُلبٍ أو هياكلٍ أخرى لتربط هذه الأجنحة معًا أثناء طيران الحشرة.
تتميَّز يرقات هذه الحشرات بكونها مفترسةً متخصصةً حيث تتمتع بفكوكٍ سفليةٍ ممتدةٍ مهيَّئةٍ لثقب الجسم ومص الدم. تختلف هيئة جسم اليرقة من فصيلةٍ لأخرى حسب طبيعة فريستها، ولكن معظمها يتمتع بثلاثة أزواجٍ من الأرجل المتصلة بالصدر ينتهي كل زوج بمخلبَين. توجد بعض الأقراص اللاصقة على العقلتيَن الأخيرتَين في بطن هذه الحشرة.

## دورة الحياة وعلم البيئة
تتميَّز يرقات معظم الفصائل بكونها مفترسة، حيث تلتهم العديد من فصائل أسد المن المنات الصغيرة والآفات، كما أنها تُستخدم في المكافحة البيولوجية للآفات (أو يستخدمها المُوزعون التجاريون غير أنها تنتشر وتكثر أيضًا في الطبيعة). تُغطي يرقات مختلَف الفصائل نفسها بالحطام (الذي يحتوي أحيانًا على حشراتٍ ميتةٍ) كـتمويه يصل إلى الحد الأقصى في حشرة ليث عفرين التي تدفن جسمها بالكامل بعيدًا عن الأنظار وتلتقط فريستها من «حفر» التربة. تتغذى يرقات بعض فصائل إثونيداي (Ithonidae) على جذور النباتات، وتتميَّز يرقات سيسريداي بكونها مائيةً، حيث تتغذى على إسفنجيات المياه العذبة. تعد بعض حشرات مانتيسبيدز (mantispids) طفيليات تعتمد في غذائها على أكياس بيض العنكبوت.
تمر هذه الحشرة، كغيرها من رتب التطور الكامل، بطور العذراء الذي يحاط بـشرنقةٍ من الحرير والتراب أو غيره من الحطام. تخترق العذراء الشرنقة في النهاية وتخرج منها حيث تتكوَّن فكوكها السفلية، كما أنها قد تتحرَّك بعض الوقت قبل خضوعها لعملية الانسلاخ إلى هيئة الحشرة البالغة.
تتميَّز الحشرات البالغة في العديد من المجموعات بكونها مفترسةً أيضًا، إلا أن بعضها لا يأكل أو يقتصر فقط على مص الرحيق.

## التصنيف والنظاميات
لقد زادت نسبة إدراك العلماء لـعلم الوراثة العرقي لرتبة عصبيات الأجنحة منذ منتصف العقد الأخير من القرن العشرين، وبالتالي لم يتم تسجيل سلوك المستحاثة التي كانت تتزايد تزايدًا مستمرا. في عام 1995، على سبيل المثال، جرى العُرف أن رتبتَي ميجالوبتيرا ورافيديوبتيرا لا تنتميان لعصبيات الأجنحة بالمفهوم الحرفي، وأن مانتيسبويديا (Mantispoidea) وجزء من رتبة ميرميليونتويديا (Myrmeleontoidea) تمثل المجوعات الوحيدة التي أثبتها تحليل علم كلاديستيات (cladistic). برغم استمرار إدراك العلماء التام بعلاقات بعض الفصائل، إلا أن معظم أنساب عصبيات الأجنحة يمكن أن يصح وضعها في الوقت الحالي ضمن أحد إطارات التطوير.

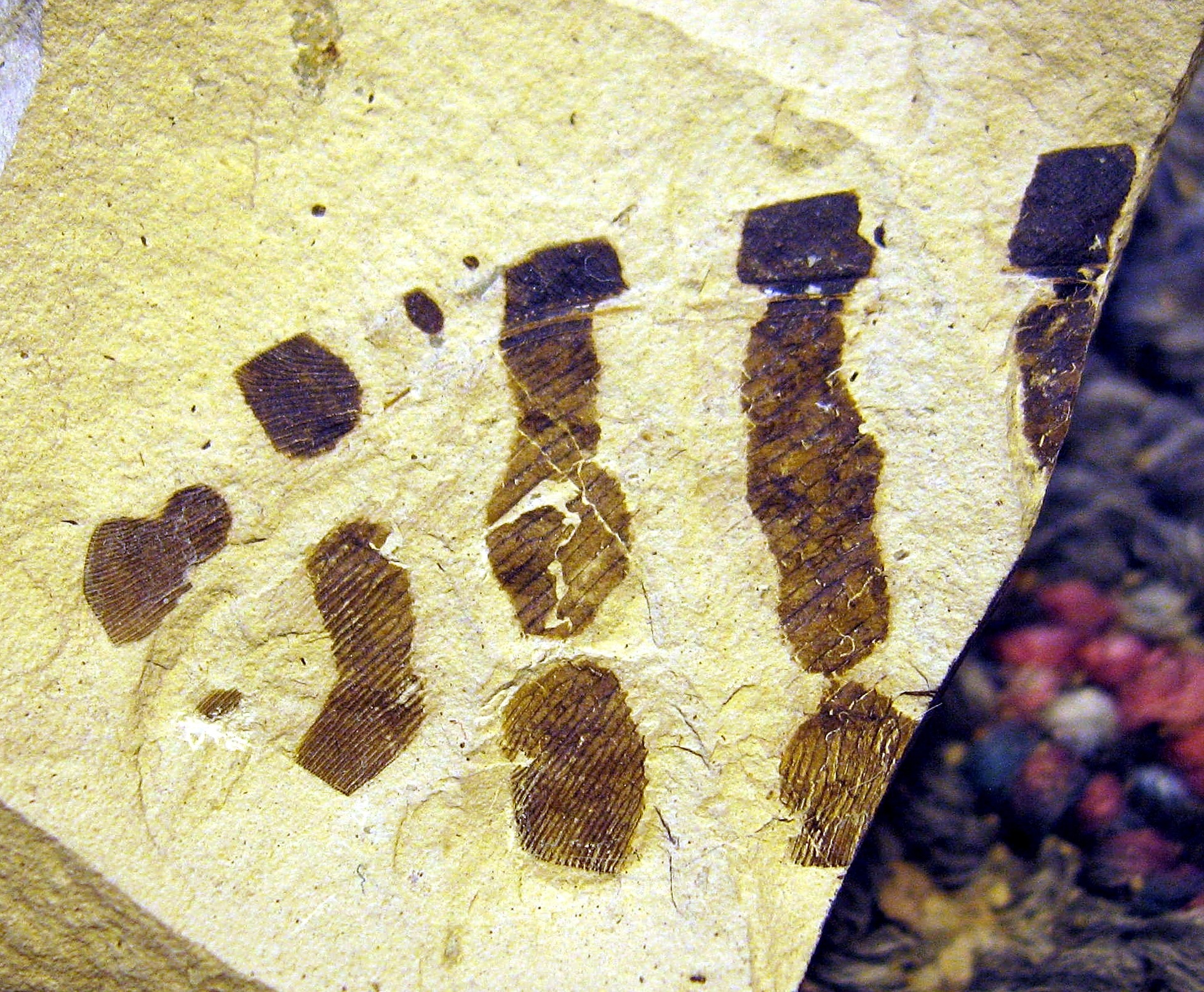
جناح مستحاثة يبلغ عمره 49 عامًا لحشرة بالايوبسيتشوبس مارينجيراي (Palaeopsychops marringerae) (حشرة أسد المن الضخمة (Polystoechotidae))، يوضح نمط اللون

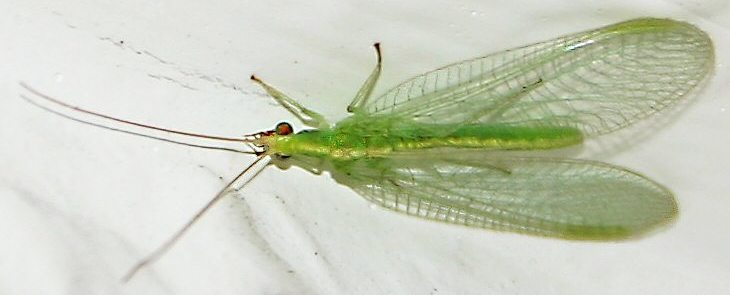
حشرة أسد المن الشائعة (Chrysoperla carnea) (فصيلة أسد المن)

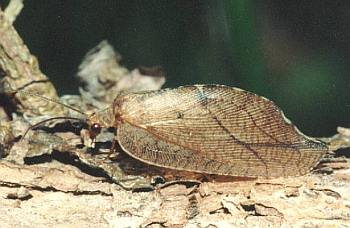
دريبانيبتيريكس فالاينويدز (Drepanepteryx phalaenoides) (فصيلة أسديات الأرق)

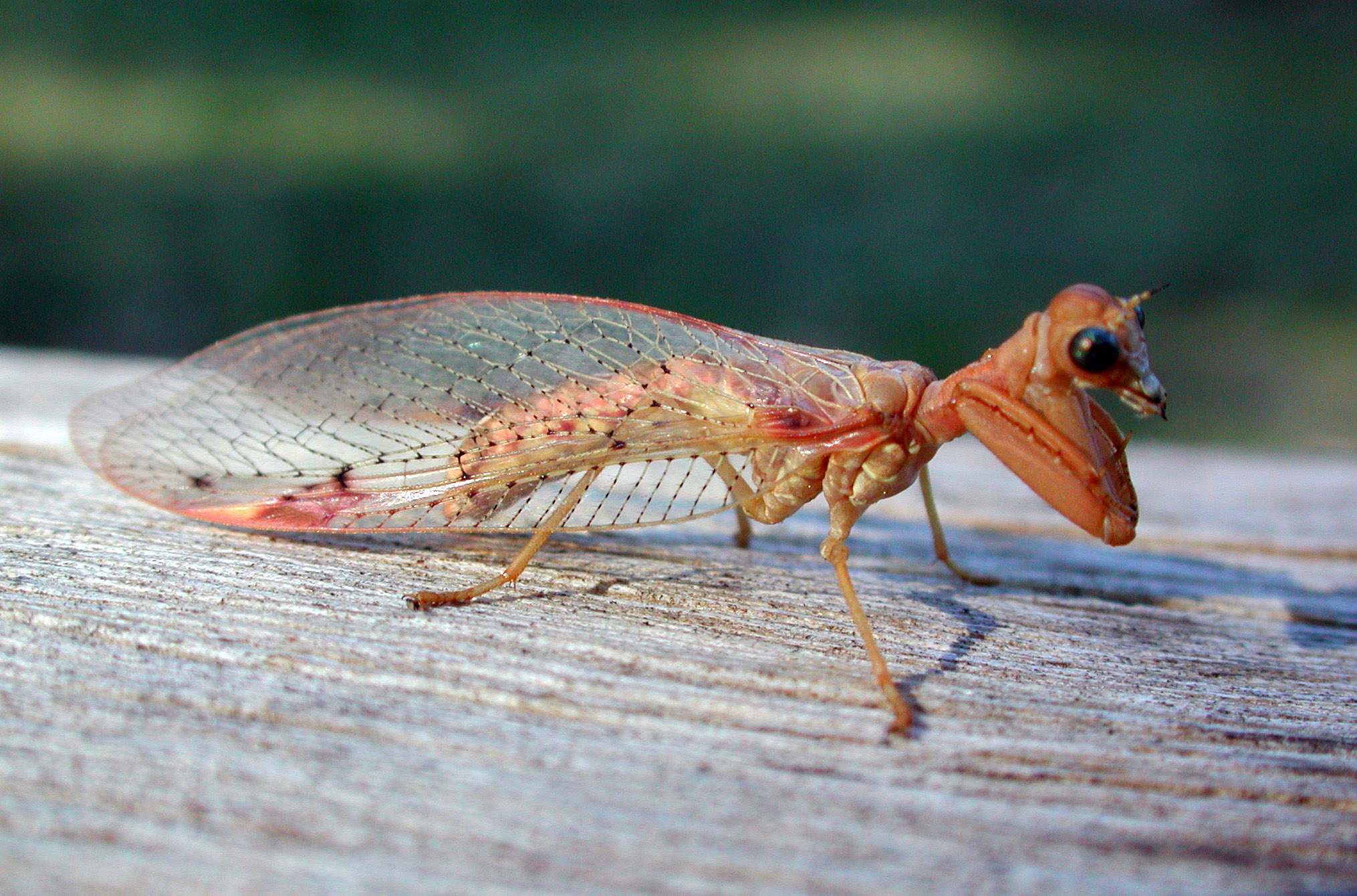
ديتاكسيس بيسيرياتا (Ditaxis biseriata) (مانتيسبيداي)

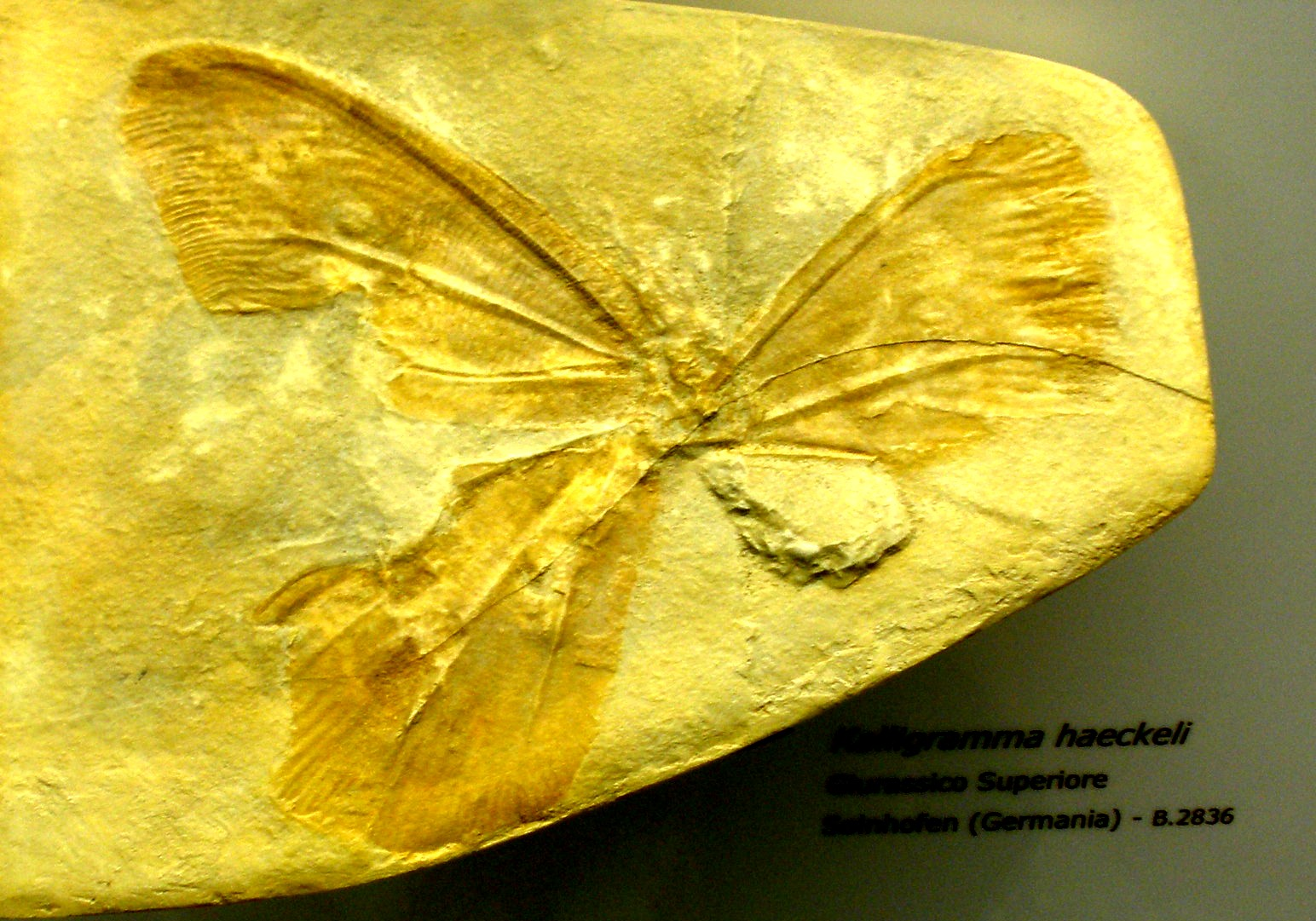
مستحاثة كاليجراما هايكيلي (Kalligramma haeckeli) (كاليجراماتيداي)

بصرف النظر عن بعض المجموعات التي تُعد أساسية تمامًا أو تلك التي ليس لها مكان محدد، يمكن تقسيم الحشرات الشبكية الجناح إلى رتيبتين تتمثلان في ميرميليوتيفورميا وهيميروبيفورميا. قد يتم اعتبار نيفرورثيداي (Nevrorthidae) البدائية، وهي أقدم مجموعةٍ من عصبيات الأجنحة، في بعض الأحيان على أنها رتيبةٌ ثالثةٌ اسمها نيفرورثيفورميا (Nevrorthiformia)، كما أنها قد تعد ضمن رتبة هيميروبيفورميا في أوسميلويديا (Osmyloidea) بالتحديد، ولكنها تُعد من الأنساب الأساسية تمامًا على الأرجح.
الأشكال الأساسية والتي لم يُبت فيها
- جنس مانتيسبيديبتيرا (Mantispidiptera) جريمالدي (Grimaldi), 2000 (أواخر العصر الطباشيري؛ ولاية نيوجيرسي؛ مانتيسبيداي سابقا)
- جنس ميسوهيميروبياس (Mesohemerobius) بينج (Ping), 1928(أواخر العصر الجوراسي/أوائل العصر الطباشيري؛ الصين)
- فصيلة بيرميثونيداي (Permithonidae) (مستحاثة شبه عرقية تقريبا)
- فصيلة بروهيميروبيداي (Prohemerobiidae) (مستحاثة شبه عرقية تقريبا)
- فصيلة نيفرورثيداي[Note 3]
- فصيلة جراموسميليداي (مستحاثة)

رتيبة هيميروبيفورميا
- صنف غير محدد
  - فصيلة أسميليتيداي (Osmylitidae) (مستحاثة شبه عرقية تقريبا)
- فوق فصيلة إثونيويديا (Ithonioidea)
  - فصيلة إثونيداي: فراشات أسد المن (moth lacewings) (تضم رتبة رابيسماتيداي (Rapismatidae))
  - فصيلة بوليستيوتشوتيداي: (Polystoechotidae) حشرات أسد المن الضخمة (كانت سابقًا في فوق فصيلة هيميروبيويديا (Hemerobioidea))
- فوق فصيلة أوسميلويديا
  - فصيلة أوسميلويديا: أوسميليدز
- فوق فصيلة شريسوبويديا (Chrysopoidea)
  - فصيلة أسكالوتشريسيداي (Ascalochrysidae) (مستحاثة)
  - فصيلة ميسوتشريسوبيداي (Mesochrysopidae) (مستحاثة)
  - فصيلة أسد المن: حشرات أسد المن، والحشرات النتنة (stinkflies) (كانت سابقًا في فصيلة هيميروبيويديا)
- فوق فصيلة هيميروبيويديا
  - فصيلة هيميروبيويديا: حشرات أسد المن البُنية (brown lacewings)
- فوق فصيلة مخروطيات الأجنحة
  - فصيلة مخروطيات الأجنحة: حشرات مخروطيات الأجنحة
  - فصيلة سيسيريداي: حشرات سبونجيلا (spongillaflies) (كانت سابقًا في فصيلة أوسميلويديا ووضعَت هنا بصفةٍ مؤقتة)
- فوق فصيلة مانتيسبويديا
  - فصيلة ديلاريداي: (Dilaridae) حشرات أسد المن الجذابة (pleasing lacewings) (كانت سابقًا في فصيلة هيميروبيويديا)
  - فصيلة مانتيسبيداي: حشرات مانتيد
  - فصيلة ميسيثونيداي (Mesithonidae) (مستحاثة شبه عرقية تقريبا)
  - فصيلة رهاتشيبيروثيداي: (Rhachiberothidae) حشرات أسد المن الشوكية (thorny lacewings)
  - فصيلة بيروثيداي: (Berothidae) حشرات أسد المن المزيَّنة بالخرز (beaded lacewings)

رتيبة ميرميليونتيفورميا
- فوق فصيلة نيموبتيرويديا[Note 4] (Nemopteroidea)
  - فصيلة كاليجراماتيداي (مستحاثة)
  - فصيلة سايتشوبسيداي: (Psychopsidae)حشرات أسد المن الحريرية (silky lacewings) (كانت في فصيلة هيميروبيويديا سابقا)
  - فصيلة نيموبتريداي: (Nemopteridae) ذوات الأجنحة الملعقة، وحشرات الدانتيل ذات الأجنحة الملعقة، وحشرات الدانتيل ذات الأجنحة الخيطية (التي كانت سابقًا في رتبة ميرميليونتويديا (Myrmeleontoidea))
- فوق فصيلة ميرميليونتويديا
  - فصيلة أسميلوبسيتشوبيداي (Osmylopsychopidae) (مستحاثة)
  - فصيلة نيمفيتيداي (Nymphitidae) (مستحاثة)
  - فصيلة سولينوبتيليداي (Solenoptilidae) (مستحاثة شبه عرقية تقريبا)
  - فصيلة بروجنيارتيليداي (Brogniartiellidae) (مستحاثة)
  - فصيلة نيمفيداي: (Nymphidae) حشرات رأس المن ذات الأقدام المشقوقة (تضم رتبة ميوداكتيليداي (Myiodactylidae))
  - فصيلة بابينسكايداي (Babinskaiidae) (مستحاثة)
  - فصيلة ليث عفرين: ليث عفرين (تضم رتبة بالايوليونتيداي (Palaeoleontidae))
  - فصيلة أسكالافيداي: (Ascalaphidae) ذباب البوم (owlflies)، أسكالافيدز (ascalaphids)

## الهوامش
1. ↑  Also called "Neuropteroidea", though the ending "-oidea" is normally used for مرتبة تصنيفية.
2. ↑  See references in Haaramo (2008).[7]
3. ↑  "Neurorthidae" is a زلة لغوية.
4. ↑  Not in Haaramo (2008), but this أصنوفة, for some time considered obsolete following questions about the affiliations of the Osmylopsychopidae, warrants acceptance as the three families therein form a فرع حيوي.

## وصلات خارجية
- Illustrated database of Neuroptera (insects)
- Bibliography of the Neuropterida A database of Neuroptera related scientific literature
- Brown lacewings of Florida on the جامعة فلوريدا / Institute of Food and Agricultural Sciences Featured Creatures website